# HD 157588
HD 157588，又名CD-2413325，SAO 185374、HR 6474，是一颗恒星，视星等为6.19，位于銀經1.49，銀緯6.39，其B1900.0坐标为赤經17h 18m 59.4s，赤緯-24° 6.39′ 8″。